# Xiangfloden
Xiangfloden (også kendt som Xiangjiangfloden, 湘江) er en flod i det sydlige Kina. Floden har givet navn til Hunanprovinsens forkortede navn Xiang.
Floden har sit udspring på Haiyangbjerget (海陽山) i Lingui, i regionen Guangxi, og er den største flod i Hunanprovinsen samt en af de største bifloder til Yangtzefloden. Den er 856 km lang, hvorfor 670 km er i Hunan.
Xiangfloden løber gennem amterne Xing'an, Quanzhou, Dongan, Yongzhou, Qiyang, Hengyang, Zhuzhou, Xiangtan, Changsha, Wangcheng og Xiangyin, og har sin udmunding i Dongtingsøen, hvor den er forbundet med Yangtze. Xiang har 2.157 forgreninger og dækker 9.460.000 km², hvoraf 8.530.000 km² er i Hunan (40 procent af provinsen).

## Større byer ved floden
- Hengyang
- Zhuzhou
- Xiangtan
- Changsha

29°26′19″N 113°08′16″Ø / 29.4386°N 113.1378°Ø